# Domingo González Romero
Domingo González Romero es un médico  canario, nacido en Ingenio (Gran Canaria, Islas Canarias) el 10 de noviembre de 1962. Licenciado en Medicina y Cirugía por la Universidad de La Laguna (Tenerife) en el periodo 1982-1988, siendo especialista en cuidados intensivos y unidades coronarias. Ejerció su profesión como facultativo en el Hospital Universitario Insular (1989-1996 y 2000-2001), encargándose de la subdirección médica de dicho hospital en el periodo 1996-2000. Coordinador-redactor del Plan Canario de Urgencias entre febrero de 2001 y junio de 2003.
El 14 de junio de 2003 accedió a la alcaldía de la Villa de Ingenio gracias a un pacto tripartito entre Agrupa Sureste, Partido Popular y Coalición Canaria, obteniendo un respaldo de 12 concejales de un total de 21. En 2005, tras la escisión de algunos miembros de CC para formar Nueva Canarias, el grupo de gobierno pasó a estar formado por los concejales de AGS, PP y NC. En las elecciones de 2007, los electores retiran su confianza al tripartito y el PSOE obtiene mayoría absoluta. En 2008, Agrupa Sureste llega a un acuerdo con Coalición Canaria para presentarse a las Elecciones Generales del 9 de marzo, siendo Domingo González Romero candidato al Senado por la isla de Gran Canaria, cargo que no obtuvo.
Actualmente es médico 
| Predecesor: Juan Díaz Sánchez | Alcalde de Ingenio 2003 – 2007 | Sucesor: Juan Díaz Sánchez |

- Datos: Q5812790